# Ossuaire de Dalhain
L'ossuaire de Dalhain et un ossuaire situé à Dalhain, en France.

## Généralités
L'ossuaire est situé à Dalhain, dans le département de la Moselle, en région Grand Est, en France.

## Historique
Il est daté du XVe siècle. Il est partiellement détruit en aout 1914, lors de la mise à sac du village par les troupes allemandes.
Les restes de l'ossuaire sont classés au titre des monuments historiques par arrêté du 25 janvier 1917.

## Description
Une des façades présente des baies triplées. Une des deux colonnettes est torse, et l'autre présente des alvéoles. Un des chapiteaux des colonnettes présente des cranes sculptés.